# غوستاف فايل
غوستاف فايل (1223 - 1306 هـ / 1808 - 1889 م) هو مستشرق ألماني يهودي.
تعلم العربية في باريس والجزائر ومصر حيث تتلمذ على محمد عياد الطنطاوي.

## اثاره
- ترجمة ألمانية لكتاب «أطواق الذهب» للزمخشري.
- «الأدب الشعري عند العرب». اشتوتجرت، 1837
- ترجمة «ألف ليلة وليلة»
- «النبي محمد: حياته ومذهبه Mohammed der Prophet: Sein Leben und seine Lehre، اشتوتجرت 1843. ويقع في 450ص.
- ترجمة «السيرة» لابن هشام.
- «مقدمة تاريخية نقدية إلى القرآن».
- «الأساطير الكتابية (نسبة إلى العهد القديم من الكتاب المقدس) عند المسلمين»، فرنكفورت، 1845 في 298 ص.
- «تاريخ الخلفاء العباسيين في مصر» في جزءين، اشتوتجرت 1860 ـ 1862.
- «موجز تاريخ شعوب الإسلام» اشتوتجرت 1866.[5]